# Cameleon
Cameleon（现场直播器）是一种直播流軟體，同时也是 iOS App和平台，让用户能利用标准的錄影 USB、网络摄像机、GoPro、闭路电视监视系统,、IP 网络录像机和电脑等设备，将现场内容直播到 Facebook和 YouTube 等各大社交媒体平台。所有服务都开放给大众取得，而軟體本身是免费的，或接受捐款支持；堪称 Periscope、Facebook 直播、YouTube 直播、Livestream 等直播流服务的免费替代方案。其中支持的平台有 YouTube 直播、Facebook 直播、Tumblr、RTSP、RTMP、Wowza 流引擎、Adobe Flash 流媒体服务器等多种媒体服务器。

## 桌面软件
Mac (macOS) 专用的 Cameleon 是该公司相当热门的直播流軟體，近期也推出了 Windows 和 iOS 版本。軟體支持内建有线和无线录像机、高清现场直播流和连接高达 6 台录像机。

## 云端服务
Cameleon 先前的云平台已于 2014 年退役，只供早期用户使用。

## 另外参考
（按原文字母排序）

| - 广播 - DaCast - Facebook 直播 - 網路 电视 - Livestream | - Meerkat - Niconico 动画 - ooVoo - Periscope - Snapchat 直播 | - 社交網絡 - 串流媒体 - TwitCasting - Twitch - Ustream | - 网路摄影机 - YouNow - YouTube 直播 - YY - Goin直播 |